# Smålands runinskrifter 16
Runinskrift Sm 16 är en runsten i Nöbbele, Östra Torsås socken i Konga härad i Värend i Småland och i Växjö kommun i Kronobergs län.

## Inskriften
Translitterering av runraden:
§A rostein · auk · eilifʀ · aki : auk · hakun : reisþu · þeiʀ · sueinaʀ · eftiʀ sin · ¶ faþur · kubl ¶ keni·likt · 
§B ftiʀ · kala · tauþan : þy : mun · ko... ... -m kitit · uerþa · meþ · sin · lifiʀ · auk · stafiʀ · run
Normalisering till runsvenska:
§A Hroðstæinn ok Æilifʀ,
 Aki ok Hakon
 ræisþu þæiʀ svæinaʀ
 æftiʀ sinn faður
 kumbl kænnilikt
§B æftiʀ Kala/Kalla dauðan.
 Þy mun go[ðs manns
 u]m gætit verða,
 meðan stæinn lifiʀ
 ok stafiʀ runa.
Översättning till nusvenska:
Rosten och Eliv,
 Åke och Håkan
 svennerna reste
 åt sin fader
 Kale (Kalle) den döde
 kumlet vitt synligt.
 Därför den gode
 icke skall glömmas,
 så länge stenen står
 och runornas stavar.
Texten kan också normaliseras till runsvenska med rensvenskans långa vokaler utmärkta med makron:
§A [H]rō[ð]stæinn auk Æilīfʀ,
 Āki auk Hākon
 ræisþu þæiʀ svæinaʀ
 æftiʀ sinn faður
 kumbl kænnilikt
§B [æ]ftiʀ Kala dauðan.
 Þȳ mun gō[ðs manns
 u]m gætit verða,
 með[an] s[tæ]inn līfiʀ
 auk stafiʀ rūn[a].

## Stenen
Stenen är 115 cm hög, 100 cm bred och 40 cm tjock. Den är triangelformad och har runor på två sidor, dels i en slinga runt den plana östra sidans fria kant och dels på den sydvästra sidan. Runhöjden är 7–9 cm. Uppmålad 1977. På framsidan står dessutom nio runor innanför slingan. Mitt på samma sida är det inhugget ett flätat ringkors.
Inskriftens är poetiskt formulerad och genom sin versform och stilistiska skapelse är Nöbbelestenen en av Smålands märkligaste runstenar. Inskriften är ett gott exempel på östnordisk runstensdiktning som vi annars känner från den västnordiska eddadiktningen. Benämningen kummel, "kubl", med betydelsen minnesmärke förekommer på flera småländska runstenar. Ordet svenner betyder unga män.
Alla sönerna utom Håkan bar namn som är ovanliga i runinskrifterna. Faderns namn Kali är möjligen biformen Kalle av Karl (fri man). Ringkorset på framsidan visar att man anammat den kristna tron.
Nöbbelestenen har blivit förbisedd av äldre antikvariska forskningar. Wallman tycks ha varit den förste som avbildat den, vilket skedde på 1820-talet. Stenen som nästan låg, restes under hans besök av byns invånare berättar Wallman. Den har möjligen varit liggande länge, vilket kan ha varit orsaken till att den inte uppmärksammats tidigare.
Stenen står på en åker öster om en av manbyggnaderna till Trottagården i Nöbbele by. På denna gårds ägor finns en gravhög med fynd från yngre järnåldern, med bland annat ben, hammare och en kniv av järn.
Enligt markägaren flyttades stenen för länge sedan till en annan gård, men den som gjorde detta fick ingen ro. Runstenen flyttades därför tillbaka till ursprunglig plats.

## Fler bilder

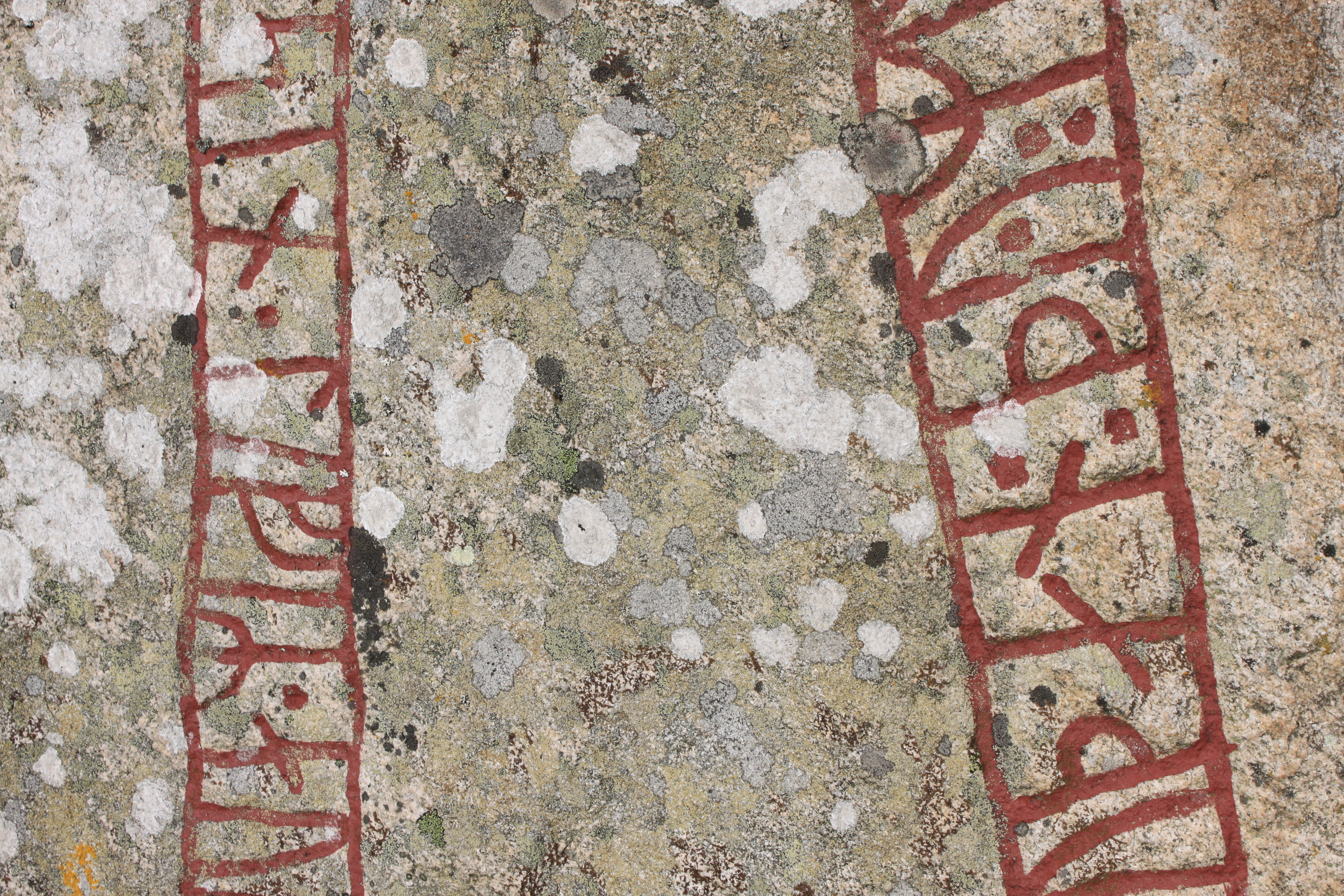
Detalj av runtext.
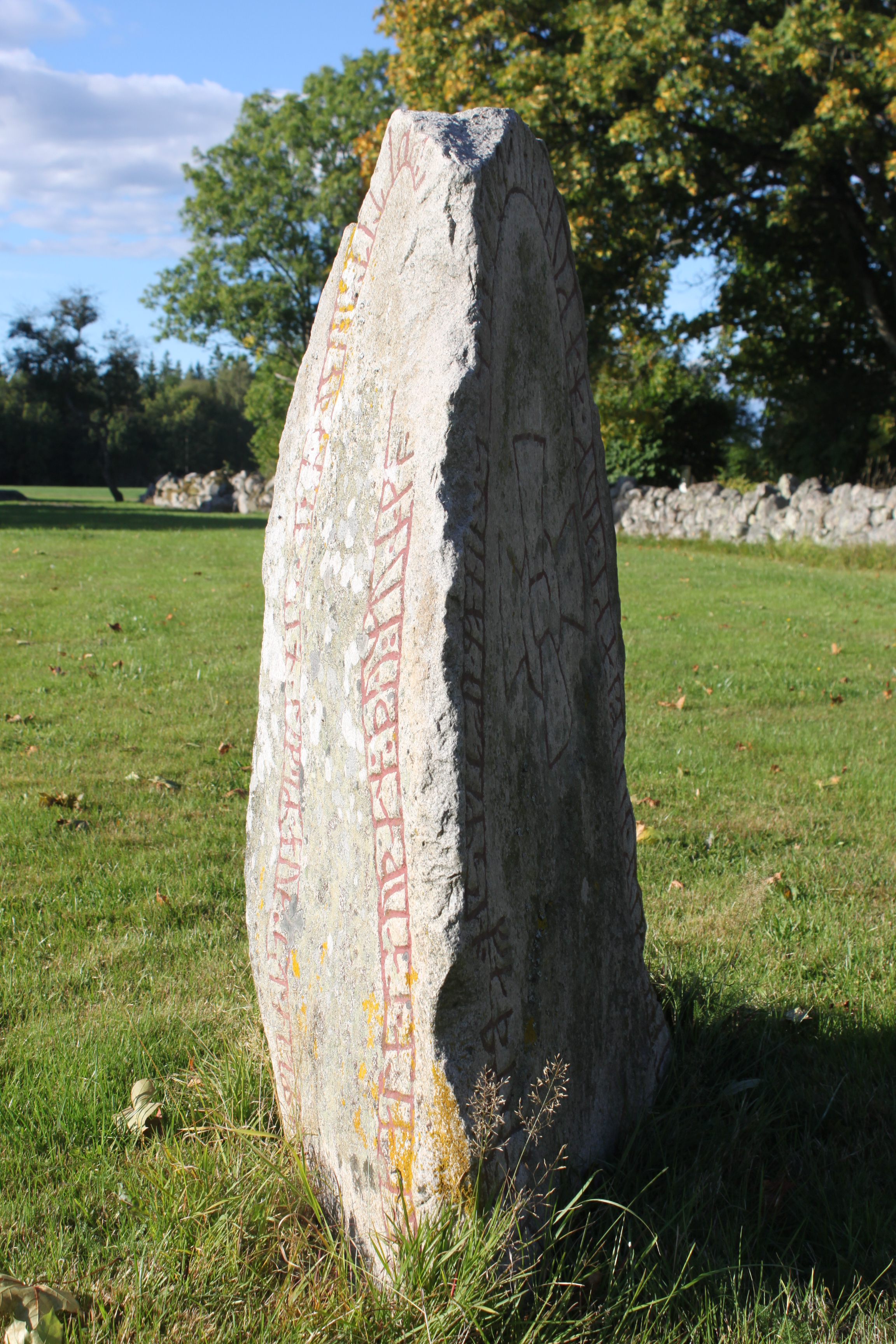
Två av sidorna.
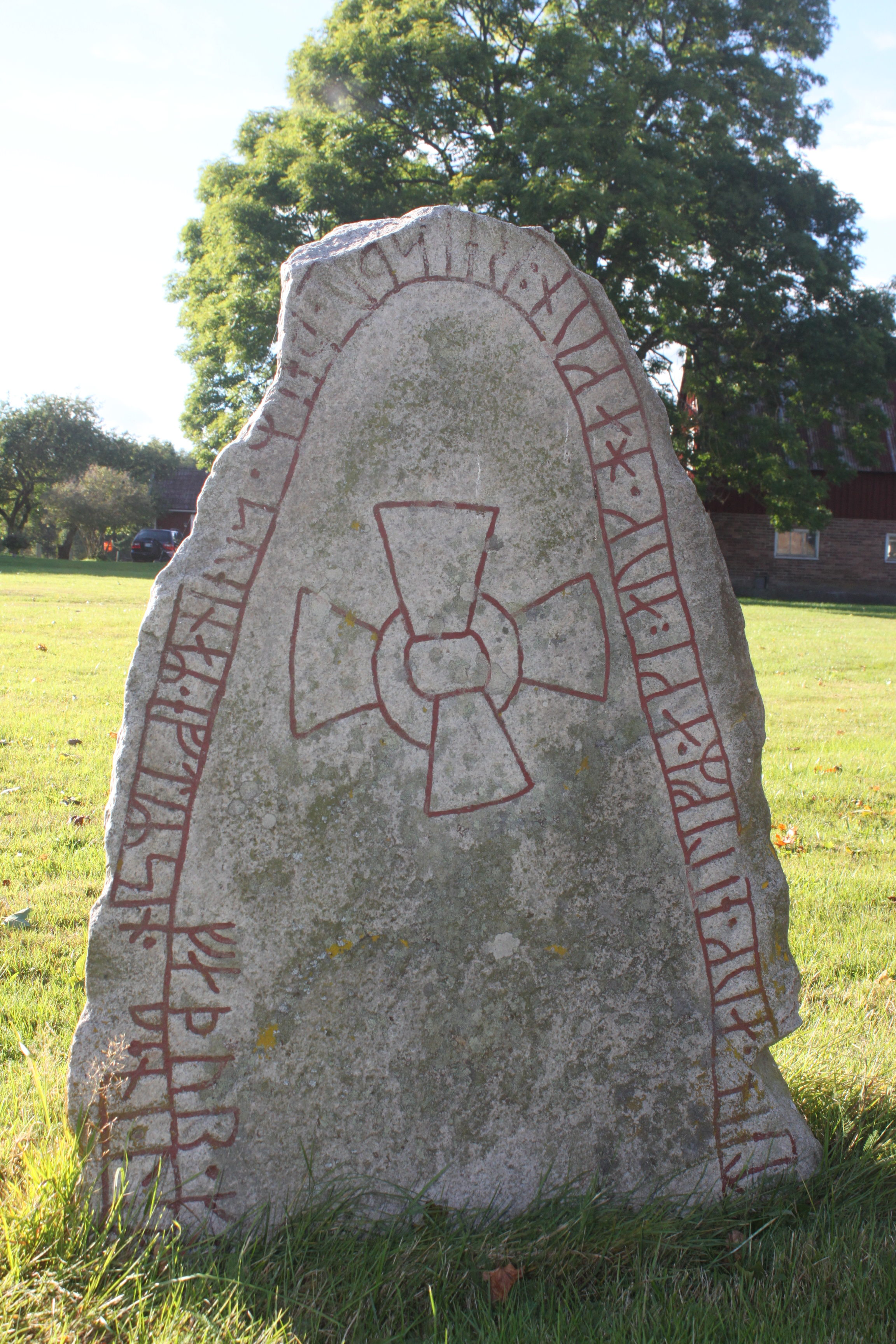
Den korsmärkta framsidan.
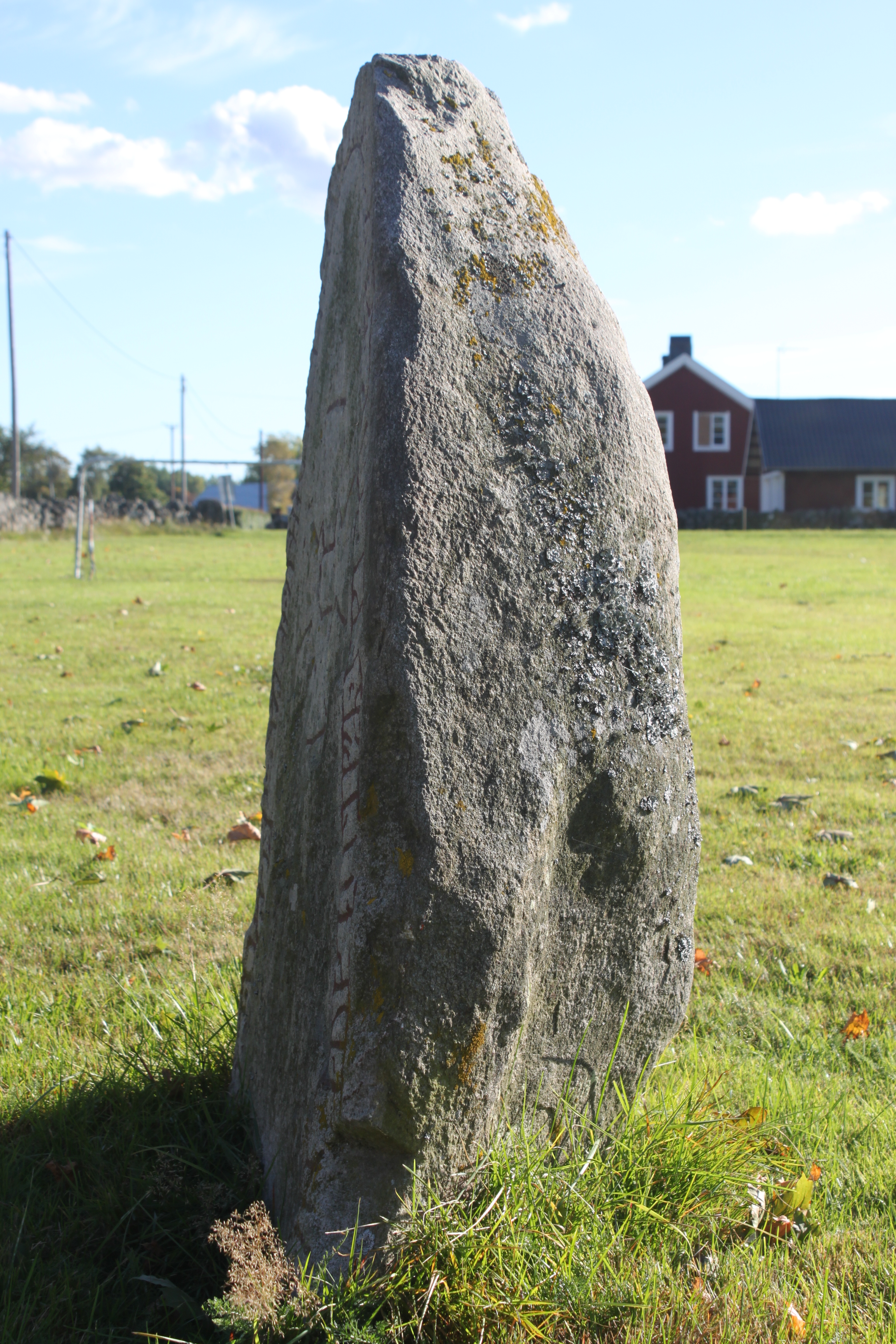
Kortsidan.
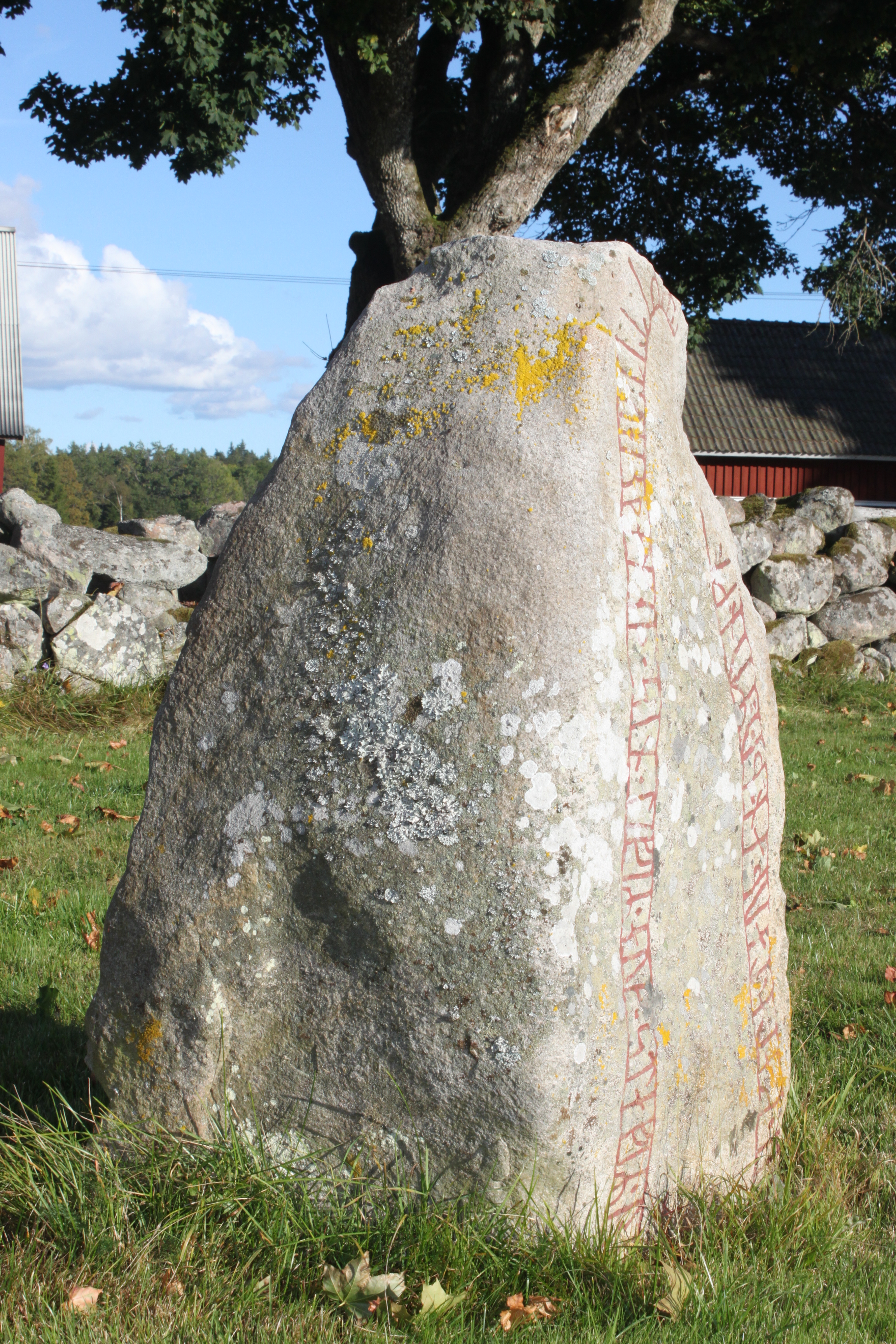
Stenen sedd från sidan.
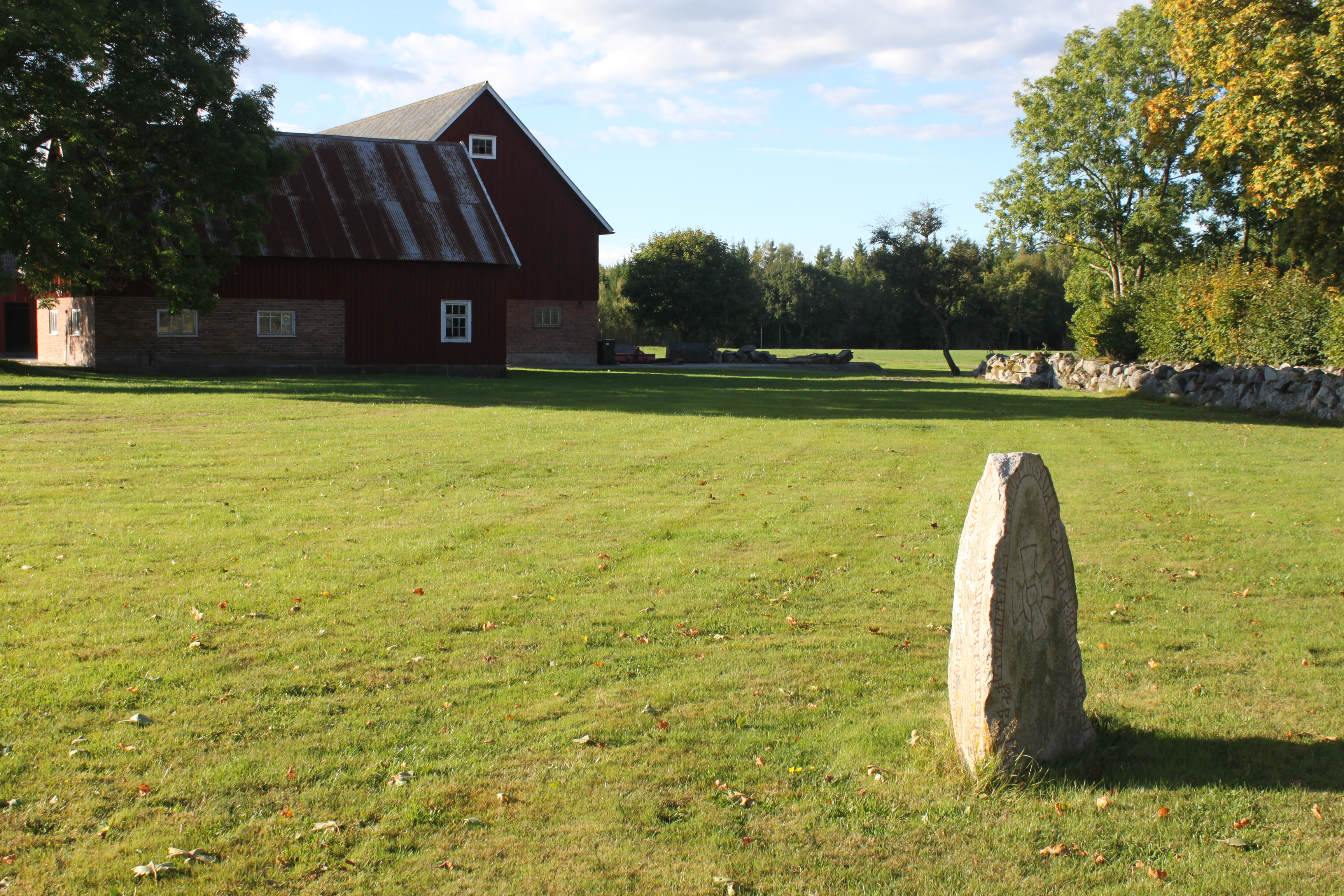
Sm 16 med omgivning.
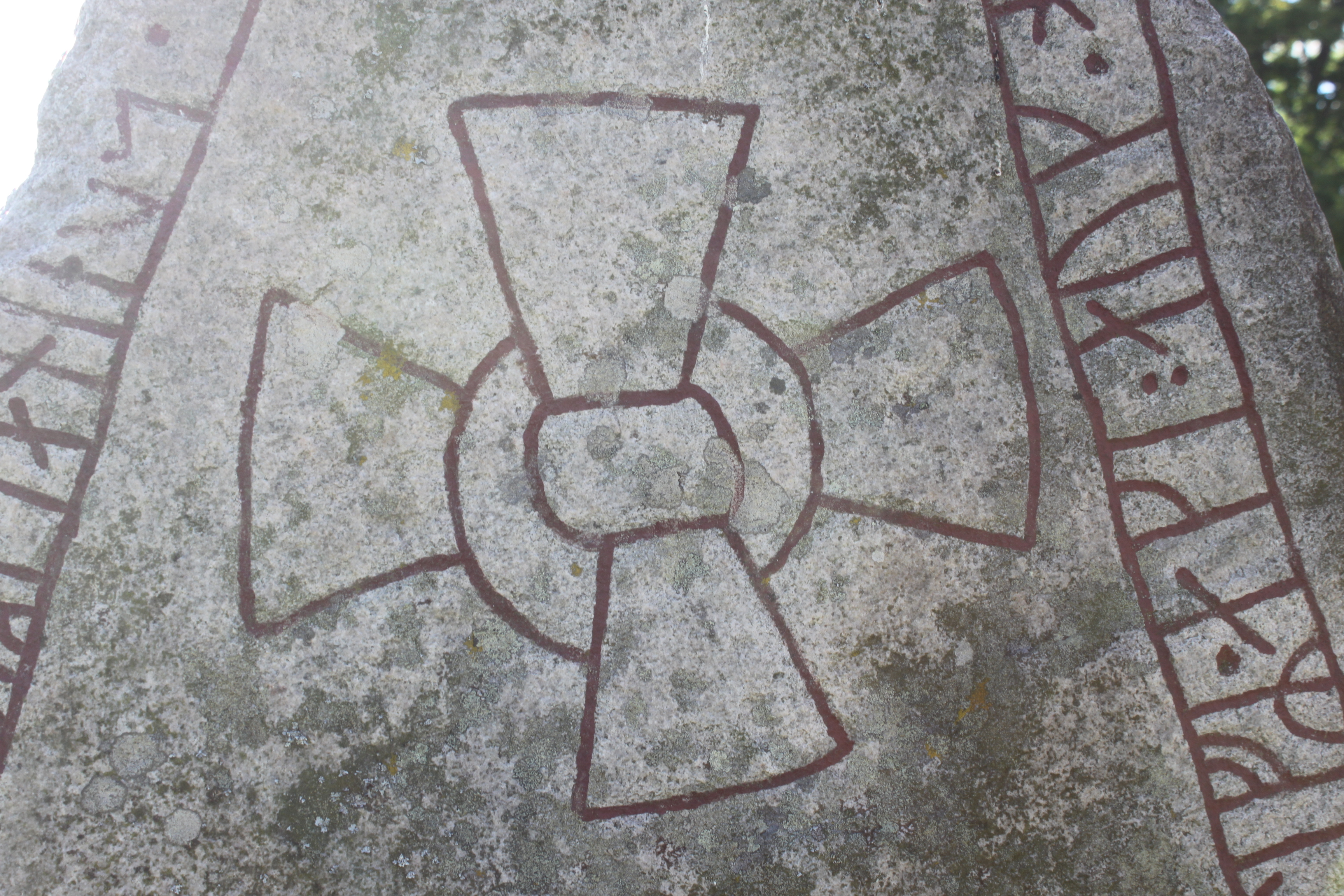
Ringkorset.